# Pelidnota louzadai
Pelidnota louzadai är en skalbaggsart som beskrevs av Soula 2006. Pelidnota louzadai ingår i släktet Pelidnota och familjen Rutelidae. Inga underarter finns listade i Catalogue of Life.